# Gare de Souppes - Château-Landon
Gare de Souppes - Château-Landon vasútállomás Franciaországban, Souppes-sur-Loing településen.

## Vasútvonalak
Az állomást az alábbi vasútvonalak érintik:
- Moret–Lyon-vasútvonal

## Kapcsolódó állomások
A vasútállomáshoz az alábbi állomások vannak a legközelebb:
- Gare de Dordives (Gare de Montargis, Moret–Lyon-vasútvonal, Line R)
- Gare de Bagneaux-sur-Loing (Paris Gare de Lyon, Moret–Lyon-vasútvonal, Line R)